# Bassie & Adriaan: Op de Henry Dunant
 Bassie & Adriaan: Op de Henry Dunant is een speciale aflevering van Bassie en Adriaan, die werd uitgezonden op 26 september 1984 bij de TROS. De uitzending is nooit herhaald of uitgebracht op video of dvd. Wel verscheen de aflevering op 11 november 2017 op het YouTube-kanaal.

## Uitzending
Bassie en Adriaan treden op op een boot (genaamd J. Henry Dunant) voor  kinderen met een beperking en/of handicap. Ze maken een bootreis, zingen veel liedjes en maken grappen.

## Rollen
- Bas van Toor - Bassie
- Aad van Toor - Adriaan
- Figuranten op de boot

## Trivia
- Deze aflevering betekende de terugkeer van Bassie en Adriaan bij de TROS na twee jaar afwezigheid. In dezelfde maand werd begonnen met de herhaling van hun eerdere producties.
- De stem van de 'gangster' die Adriaan opzet na het liedje Geheimen agenten is hetzelfde stemgeluid als Aad van Toor de Baron speelt drie jaar later in Bassie & Adriaan: Het Geheim van de Schatkaart.